# Sony Cyber-shot DSC-W30
 (juin 2019).

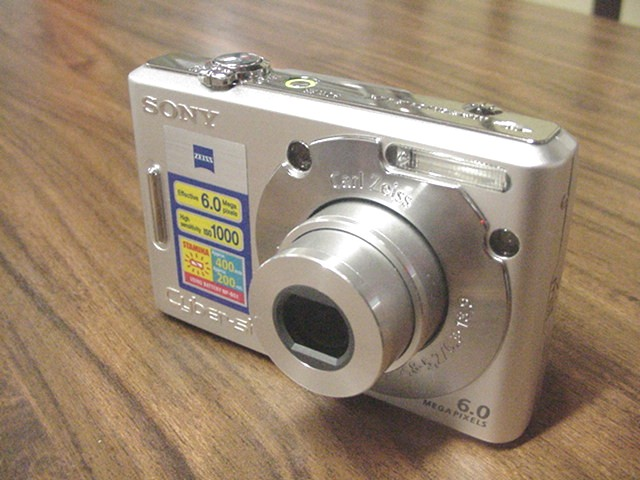
Vue générale d'un Sony Cyber-shot DSC-W30.

Le Cyber-shot DSC-W30 est un appareil photographique numérique de type compact fabriqué par Sony.
De dimensions réduites : 9 × 5,9 × 2,3 cm, l'appareil offre une résolution maximum de six mégapixels, et possède un zoom optique de 3×.
Sa portée minimum de la mise au point est de 50 cm mais ramenée à 2 cm en mode macrophotographie.
Son automatisme gère six modes « Scène » pré-programmés afin de faciliter les prises de vues (paysage, portrait, portrait de nuit, crépuscule, plage, neige), ainsi qu'un programme de réduction numérique du bruit ISO.
L’ajustement de l'exposition est automatique et permet également un mode manuel avec un ajustement dans une fourchette de ±2.0 par paliers de 0,33 EV.
La balance des blancs se fait de manière automatique, mais également semi-manuelle avec des options pré-réglées (lumineux, nuageux, tubes fluorescent, lumière incandescent).
Son flash incorporé a une portée effective de : 0,2 à 7,3 m (grand angle) et 0,3 à 4 m (téléobjectif) et dispose de la fonction atténuation des yeux rouges ainsi qu'un dispositif d'éclairage AF.
Son mode rafale permet de prendre 7 vues.

## Caractéristiques
- Capteur CCD 1/2,5 pouces : 6,183 millions de pixels - effective : 6,003 millions de pixels
- Zoom optique : 3×, numérique : 6× 
  - Distance focale équivalence 35 mm : 38-114 mm
  - Ouverture de l'objectif : F/2,8-F/5,2
- Vitesse d'obturation : Auto : 1/8 à 1/2000 seconde
- Sensibilité : ISO 80 à ISO 1000
- Résolution maximum image : 2816×2112 au format JPEG
- Autres résolutions image : 2048×1536, 1920×1080, 1632×1224, 640×480
- Résolution vidéo : 640x480 à 30 images par seconde, 640×480 à 16,6 images par seconde et 320×240 à 8,3 images par seconde au format MPEG-1
- Stockage : Memory Stick Duo et Memory Stick Pro Duo, mémoire interne : 32 Mio
- Connectique : USB 2.0, sortie AV/TV
- Compatible PictBridge
- Écran LCD de 2 pouces - matrice active TFT de 84 960 pixels
- Batterie propriétaire rechargeable lithium-ion type NP-BG1 et chargeur
- Poids : 133 g - 181 g avec accessoires (batterie et carte mémoire)
- Finition : argent

## Galerie

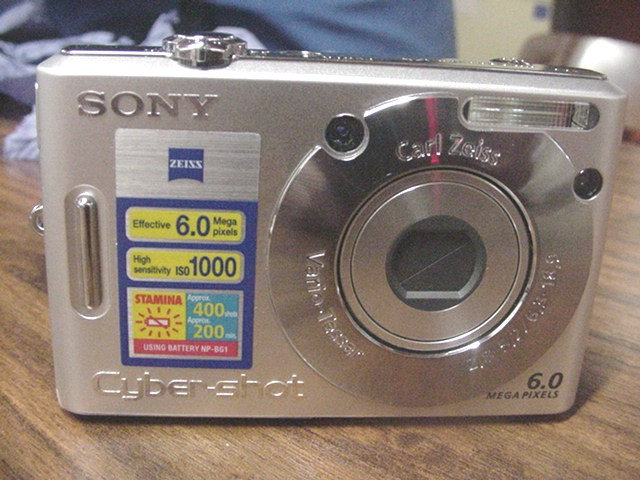
Face avant.
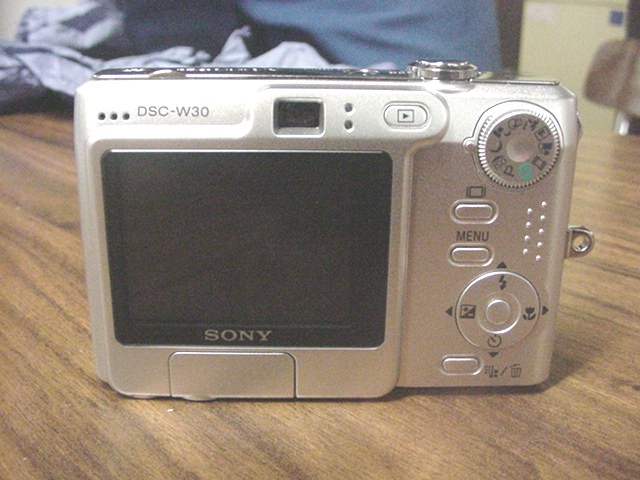
Face arrière.